# Lijst van beschermd erfgoed in Hensies
Onderstaande tabel geeft een overzicht van de beschermde erfgoederen in de gemeente Hensies. Het beschermd erfgoed maakt onderdeel uit van het cultureel erfgoed in België.
| Object                                        | Bouwjaar/architect | Deelgemeente | Adres | Coördinaten                   | Nummer?                | Afbeelding                                    |
| --------------------------------------------- | ------------------ | ------------ | ----- | ----------------------------- | ---------------------- | --------------------------------------------- |
| Sluis van Débihan op de Hene (M) omgeving (S) |                    | Thulin       |       | 50° 26' 42" NB, 3° 45' 3" OL  | 53039-CLT-0001-01 Info | Sluis van Débihan op de Hene (M) omgeving (S) |
| Orgel van de kerk Saint-Martin (M)            |                    | Thulin       |       | 50° 25' 44" NB, 3° 44' 21" OL | 53039-CLT-0004-01 Info |                                               |